# Giuseppe Francesco Borri
Pour les articles homonymes, voir Borri.
Giuseppe Francesco Borri, de son nom latinisé Burrus, (né le 4 mai 1627 à Milan et mort le 10 août 1695  à Rome) est un chimiste (alchimiste) et naturaliste italien du XVIIe siècle.

## Biographie
Né à Milan d'une ancienne et noble famille, Giuseppe Francesco Borri voulut se faire passer pour inspiré, dogmatisa sur la religion, et réunit quelques disciples. Poursuivi comme hérétique, et condamné au feu par l'Inquisition de Milan, il s'enfuit en Suède, ou la reine Christine de Suède l'employa à chercher la pierre philosophale, puis au Danemark, et en Hongrie. Le nonce du pape ayant obtenu de l'empereur son extradition, il fut enfermé au Château Saint-Ange, où il mourut.
Son ouvrage le plus important est la Chiave del gabinetto del cavagliere G. F. Borri (La Clef du cabinet du chevalier G. F. Borri), (Cologne Genève, 1681, petit in-12).

## Sources
- Marie-Nicolas Bouillet  et Alexis Chassang (dir.), « Giuseppe Francesco Borri » dans Dictionnaire universel d’histoire et de géographie, 1878 (lire sur Wikisource)